# Last Christmas (chanson)
Pour les articles homonymes, voir Last Christmas et Christmas.
Singles de Wham!
Everything She Wants
(1984) I'm Your Man
(1985)
Clip vidéo
[vidéo] « Clip de Last Christmas », sur YouTube
Last Christmas (Noël dernier, en anglais) est une chanson d'amour Disco-new wave-synthpop de Noël du groupe-duo anglais Wham!, composée et écrite par George Michael, et publiée en single double face A avec Everything She Wants, chez Epic Records en 1984, et sur leurs 3e et derniers albums The Final et Music from the Edge of Heaven de 1986. Ce titre est un des tubes internationaux emblématiques de la new wave des années 1980, aux sommets des charts européens, vendu à plus de 6 millions d’exemplaires dans le monde.

## Histoire

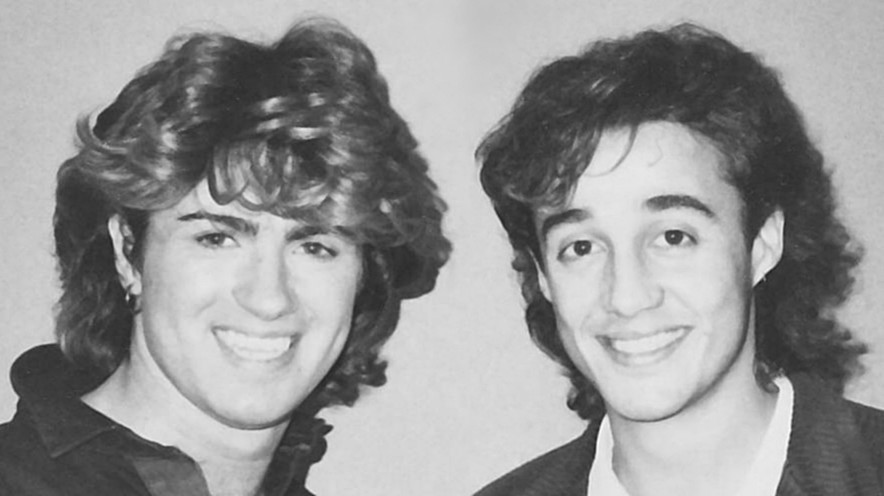
George Michael et Andrew Ridgeley du groupe Wham!, en 1984

Après avoir fondé leur groupe en 1982, les deux playboys amis d'école auteur-compositeur-interprète George Michael et Andrew Ridgeley connaissent rapidement un succès international fulgurant à partir de 1983, avec leurs deux premiers albums Fantastic et Make It Big, et leurs tubes Careless Whisper, Wake Me Up Before You Go-Go, et Freedom... George Michael dit avoir composé et écrit ce tube romantique emblématique à la fois triste et joyeux, un dimanche chez ses parents, dans sa chambre d'enfance,. Il l'interprète avec un synthétiseur Roland Juno-60, une boîte à rythmes Linn 9000, et des grelots de traîneau, qu'il enregistre au studios Advision de Londres (un des titres phares de l'important succès de sa carrière internationale) « Noël dernier, je t'ai offert mon cœur, mais le jour suivant, tu l'as abandonné, cette année, pour m'éviter de pleurer, je le donnerai à quelqu'un de spécial, Oooh, Oooh bébé, Joyeux Noël, je l'ai emballé et envoyé, avec une note disant je t'aime... ».
Le groupe Wham! a fait don de tous les revenus de la chanson aux efforts de secours pour la famine de 1984-1985 en Éthiopie.
La disparition précoce de George Michael, 32 ans plus tard, à l'age 53 ans, d'un arrêt du cœur le jour de Noël du 25 décembre 2016, relance le succès de ce tube Last Christmas, avec des records de visualisation et de téléchargements sur internet. Le succès du film américain Last Christmas de 2019, de Paul Feig et Universal Pictures, inspiré du titre et des succès du groupe Wham!, relance à nouveau le succès du titre Last Christmas en 2019.

### Clip
Le clip du réalisateur Andy Morahan est tourné pendant des vacances de Noël festives entre membres amis du groupe Wham!, dans le décor féerique de rêve d'un chalet de la station de sports d'hiver enneigée de Saas-Fee dans les Alpes suisses, avec George Michael et Andrew Ridgeley et leurs petites amies. George Michael avait déclaré son amour (non partagé) lors du Noël précédent (et s'était douloureusement brisé le cœur sans succès) à l'actuelle petite amie amoureuse de son ami Andrew Ridgeley. 
En janvier 2025, le clip officiel de "Last Christmas" dépasse le milliard de vues sur YouTube.

### Cinéma
- 2019 : Last Christmas, de Paul Feig, avec la musique de George Michael[7].
- 2024 : Carry-On, de Jaume Collet-Serra

### Classements
De retour dans les hit-parades pendant les fêtes de Noël, la chanson s'est, au fil des ans, classée numéro un dans plusieurs pays. Au Royaume-Uni, c'est la dernière semaine de l'année 2020 (classement révélé le 1er janvier 2021) qu'elle arrive pour la première fois en tête des ventes de singles, soit 36 ans après sa sortie, devenant alors la chanson ayant mis le plus de temps à se classer numéro 1 au Royaume-Uni. Ce record a été battu en juin 2022 par Kate Bush avec Running Up That Hill qui a décroché la première place 37 ans après sa sortie.
Dans un sondage à l'échelle du Royaume-Uni de décembre 2012, elle a été votée huitième dans l'émission spéciale de la chaîne de télévision britannique ITV The Nation's Favourite Christmas Song (La chanson de Noël préférée de la nation). C'était la chanson de Noël la plus jouée du XXIe siècle au Royaume-Uni jusqu'à ce qu'elle soit dépassée par Fairytale of New York des The Pogues en 2015.

## Controverse de plagiat
George Michael a été accusé d’avoir plagié le tube Can't Smile Without You pour écrire cette chanson, mais a été disculpé.

## Liste des titres
| A.  | Everything She Wants (Remix) | 5:31 |
| AA. | Last Christmas               | 4:05 |

| A.  | Last Christmas (Pudding Mix) | 6:47 |
| AA. | Everything She Wants         | 5:07 |

## Classements et certifications

### Classements
| Classement (1984-85)                   | Meilleure position |
| -------------------------------------- | ------------------ |
| Allemagne de l'Ouest (Media Control)   | 7                  |
| Australie (Kent Music Report)          | 3                  |
| Belgique (Flandre Ultratop 50 Singles) | 2                  |
| Irlande (IRMA)                         | 1                  |
| Nouvelle-Zélande (RMNZ)                | 17                 |
| Norvège (VG-lista)                     | 2                  |
| Pays-Bas (Nederlandse Top 40)          | 2                  |
| Pays-Bas (Nationale Hitparade)         | 2                  |
| Royaume-Uni (UK Singles Chart)         | 2                  |
| Suède (Sverigetopplistan)              | 7                  |
| Suisse (Schweizer Hitparade)           | 6                  |

| Classement (depuis 1988)                | Meilleure position |
| --------------------------------------- | ------------------ |
| Allemagne (GfK Entertainment)           | 1                  |
| Australie (ARIA)                        | 2                  |
| Autriche (Ö3 Austria Top 40)            | 1                  |
| Belgique (Flandre Ultratop 50 Singles)  | 2                  |
| Belgique (Wallonie Ultratop 50 Singles) | 2                  |
| Canada (Hot 100)                        | 3                  |
| Danemark (Tracklisten)                  | 1                  |
| Espagne (PROMUSICAE)                    | 9                  |
| États-Unis (Hot 100)                    | 4                  |
| États-Unis (Adult Contemporary)         | 22                 |
| États-Unis (Adult Pop Songs)            | 40                 |
| États-Unis (Holiday 100)                | 3                  |
| États-Unis (Rolling Stone Top 100)      | 7                  |
| Finlande (Suomen virallinen lista)      | 1                  |
| France (SNEP)                           | 2                  |
| Hongrie (Rádiós Top 40)                 | 40                 |
| Hongrie (Single Top 40)                 | 2                  |
| Hongrie (Stream Top 40)                 | 2                  |
| Irlande (Irish Singles Chart)           | 1                  |
| Islande (RÚV)                           | 1                  |
| Italie (FIMI)                           | 3                  |
| Nouvelle-Zélande (RMNZ)                 | 2                  |
| Norvège (VG-lista)                      | 2                  |
| Pays-Bas (Nederlandse Top 40)           | 21                 |
| Pays-Bas (Single Top 100)               | 2                  |
| Pologne (ZPAV)                          | 6                  |
| Portugal (AFP)                          | 3                  |
| Royaume-Uni (UK Singles Chart)          | 1                  |
| Royaume-Uni (UK Vinyl Singles)          | 1                  |
| Slovénie (SloTop50)                     | 1                  |
| Suède (Sverigetopplistan)               | 1                  |
| Suisse (Schweizer Hitparade)            | 2                  |

| Classement (1984)              | Position |
| ------------------------------ | -------- |
| Pays-Bas (Nationale Hitparade) | 31       |

| Classement (1985)             | Position |
| ----------------------------- | -------- |
| Belgique (Flandre Ultratop)   | 65       |
| Pays-Bas (Nederlandse Top 40) | 65       |

| Classement (2019)              | Position |
| ------------------------------ | -------- |
| Royaume-Uni (UK Singles Chart) | 95       |

### Certifications
| Pays                    | Certification | Unités certifiées      |
| ----------------------- | ------------- | ---------------------- |
| Allemagne (BVMI)        | 3 × Platine   | 1 500 000              |
| Australie (ARIA)        | 7 × Platine   | 490 000                |
| Canada (Music Canada)   | 2 × Platine   | 160 000                |
| Danemark (IFPI)         | 6 × Platine   | 540 000                |
| Espagne (PROMUSICAE)    | 2 × Platine   | 120 000                |
| États-Unis (RIAA)       | 2 × Platine   | 2 000 000              |
| Grèce (IFPI Grèce)      | Platine       | 2 000 000 (streaming)  |
| Italie (FIMI)           | 3 × Platine   | 300 000                |
| Japon (RIAJ)            | 2 × Platine   | 655 000                |
| Nouvelle-Zélande (RMNZ) | 3 × Platine   | 90 000                 |
| Pays-Bas (NVPI)         | Platine       | 100 000                |
| Portugal (AFP)          | Platine       | 10 000                 |
| Royaume-Uni (BPI)       | 6 × Platine   | 3 600 000              |
| Suède (GLF)             | 10 × Platine  | 80 000 000 (streaming) |

## Historique de sortie
| Pays/Région | Date             | Format                     | Label(s) | Réf.  |
| ----------- | ---------------- | -------------------------- | -------- | ----- |
| Divers      | 30 novembre 1984 | - 45 tours - maxi 45 tours | - Epic   | [ 1 ] |
| Divers      | 10 décembre 1984 | - 45 tours - maxi 45 tours | - Epic   | [ 1 ] |

## VersionReviens-moide Dalida
Singles de Dalida
Pour te dire je t'aime
(1985) Le Temps d'aimer
(1985)
La chanson a été reprise en 1985 par Dalida, avec un texte en français Reviens-moi. Elle est écrite par Didier Barbelivien. Cette version sortira en single sous le label Disques Carrère, mais n'obtient pas le succès commercial.
La face B du maxi 45 tours C'était mon ami est également une adaptation d'une chanson en anglais, Baby Come to Me (en) interprétée originellement par Patti Austin et James Ingram.

### Liste de titres
| A1. | Reviens-moi        | 3:30 |
| B1. | La pensione bianca | 3:40 |

| A1. | Reviens-moi     | 4:00 |
| B1. | C'était mon ami | 3:39 |

### Crédits
Crédits adaptés depuis Discogs.
- Dalida – voix
- Didier Barbelivien – écriture
- George Michael – composition
- Orlando – production
- Pascal Stive – arrangement musical, orchestration
- Bernard Estardy – ingénieur du son
- Roland Guillotel – ingénieur du son

## Version de Whigfield
Singles de Whigfield
Big Time (en)
(1995) Sexy Eyes (en)
(1996)
Last Christmas  a également été reprise par la chanteuse danoise de dance Whigfield et est parue dans certaines versions de son premier album éponyme et dans son deuxième album Whigfield II. Elle est sortie comme sixième single de l'album Whigfield le 3 décembre 1995. Le single a notamment atteint la 21e place au Royaume-Uni, ainsi que le top 20 au Danemark, en Espagne et en Finlande.

### Liste de titres
| A1. | Last Christmas (MBRG Version)                | 5:25 |
| A2. | Last Christmas (David Version)               | 8:00 |
| B1. | Last Christmas (Minor Version)               | 4:20 |
| B2. | Last Christmas (Major Version)               | 4:10 |
| B3. | Last Christmas (Major Mild Eq. & Didilalala) | 4:10 |

### Classements hebdomadaires
| Classement (1995)                       | Meilleure position |
| --------------------------------------- | ------------------ |
| Belgique (Wallonie Ultratop 50 Singles) | 38                 |
| Danemark (IFPI)                         | 6                  |
| Écosse (OCC)                            | 21                 |
| Espagne (AFYVE)                         | 4                  |
| Finlande (Suomen virallinen lista)      | 12                 |
| Irlande (IRMA)                          | 24                 |
| Pays-Bas (Nederlandse Tipparade)        | 2                  |
| Pays-Bas (Single Top 100)               | 34                 |
| Royaume-Uni (UK Singles Chart)          | 21                 |
| Suède (Sverigetopplistan)               | 53                 |

## Autres reprises
À l'origine écrite et produite par George Michael, elle a été reprise par de nombreux interprètes, dont : Billie Piper, Jimmy Eat World, Ashley Tisdale, Crazy Frog, Cascada, Alcazar, Joe McElderry, Ariana Grande, Blackpink, Carly Rae Jepsen, Coeur de Pirate ou encore Kids United...

## Documentaire
- WHAM!: Last Christmas Unwrapped, film documentaire de Nigel Cole, diffusé en décembre 2024 sur Netflix.